# آپتیموس پرایم

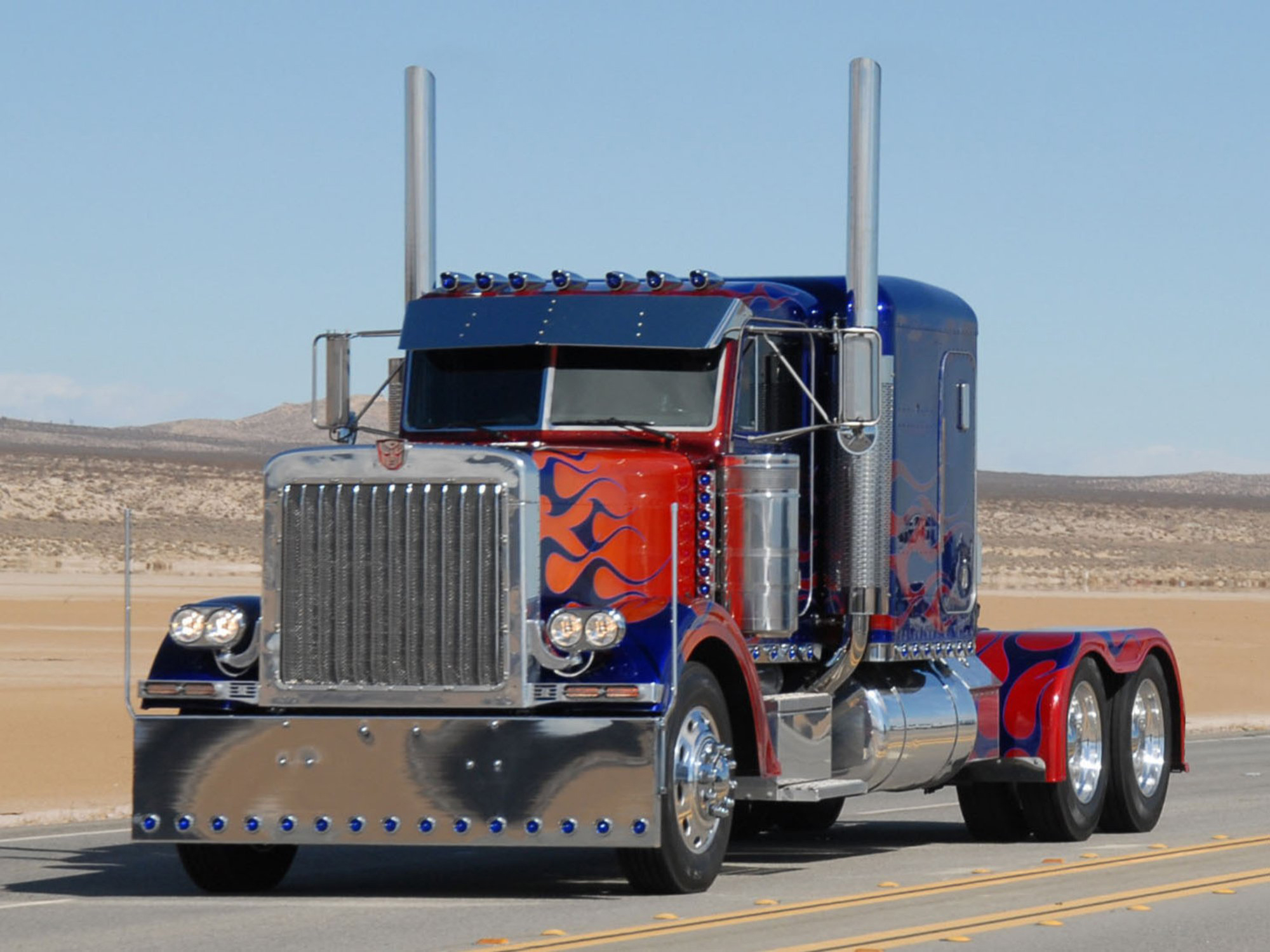
پیتربیلت ۳۷۹ استفاده شده در تبدیل‌شوندگان برای به تصویر کشیدن حالت دوم آپتیموس پرایم در قسمت‌های ۱، ۲ و ۳.

آپتیموس پرایم (به انگلیسی: Optimus Prime) که در ژاپن تحت نام کونووی (コンボイ Konboi) شناخته می‌شود، یک شخصیت ساختگی در مجموعه‌های تغییرشکل‌دهندگان است. پرایم رهبر اوتوبات‌ها، گروهی از روبات‌های تغییرشکل‌دهنده در سیاره سایبرتران است. او یک سایبرتران، نژادی خیالی فرازمینی از شکل‌های حیات رباتیک چند ساختاری خود پیکربندی (به‌طور مثال: خودرو، هواپیما و اشیاء دیگر)، ترکیبی هم‌افزایی از فرگشت زیست‌شناسی و مهندسی فناوری است. اوتوبات‌ها به طور معمول با جناح رقیب خود به نام دسپتکان‌ها، که آن‌ها نیز روبات‌هایی تغییرشکل‌دهنده می‌باشند، در حال نبرد هستند. پرایم رهبری شجاع، قدرتمند، باهوش و مهربان است که از قابلیت‌های خود برای بهبود دنیای اطرافش استفاده می‌کند. او به داشتن حس قوی عدالت طلبی، و تقریباً همیشه به عنوان قهرمان اصلی داستان تصویر می‌شود و خود را به عنوان محافظ تمامی مخلوقات زنده، مخصوصاً ساکنین کرهٔ زمین به‌شمار می‌آورد.
در طول تاریخ فرنچایز تبدیل‌شوندگان، آپتیموس توسط بازیگران مختلفی همانند: پیتر کالن، گری چاک، نیل کاپلان، دیوید کِی، و جیک تیلمن به تصویر کشیده شده‌است.